# Ночь анимационных мертвецов
«Ночь анимационных мертвецов» (англ. Night of the Animated Dead) — американский анимационный фильм ужасов 2021 года, снятый Джейсоном Эксинном. Это адаптация классического хоррора Джорджа Ромеро 1968 года «Ночь живых мертвецов».

## Сюжет
Джон и его сестра Барбара едут на кладбище в Пенсильвании, чтобы навестить могилу своего отца. Пока им неизвестно, что вспышка опасного вируса заставляет трупы оживать одновременно по всей стране. Зомби на кладбище нападает и убивает Джона. Барбара убегает в ближайший фермерский дом, но находит жившую там женщину мёртвой и полусъеденной. Бен, другой выживший, ищущий убежища от растущей орды нежити, присоединяется к Барбаре в здании. Он объясняет, что наткнулся на радиопередачу из брошенного грузовика, припаркованного у закусочной Beekman’s Diner, ранее сообщавшую о жестоких инцидентах в Штатах, и стал свидетелем того, как грузовик с пропаном подвергся нападению зомби и врезался в заправочную станцию, которая загорелась, убив водителя, оказавшегося внутри. и привлекла больше живых мертвецов, выходящих из закусочной. Некоторые зомби на заправке сгорели в огне, а другие держались подальше от пламени, ведь они боятся огня и света.
Пока Барбара находится в состоянии кататонического шока, Бен отбивается от зомби с помощью факела и винтовки с рычажным механизмом и сам начинает заколачивать окна. Бен и Барбара обнаруживают трусливого Гарри Купера, прячущегося в подвале со своей женой Хелен и раненой дочерью Карен, а также молодым человеком по имени Том и его девушкой Джуди.

## Роли озвучивали
- Кэтрин Изабель — Барбара[2]
- Дьюли Хилл — Бен[3]
- Джош Дюамель — Гарри Купер[4]
- Кэти Сакхофф — Джуди[5]
- Джеймс Родэй — Том[6]
- Нэнси Трэвис — Хелен Купер
- Уилл Сассо — шериф МакКлелланд
- Джимми Симпсон — Джонни
- Эшли Ламберт — Карен Купер
- Стефан Маркс — Винс

## Восприятие
На сайте Rotten Tomatoes фильм имеет 25-процентный рейтинг одобрения на основе восьми рецензий.
Рози Найт из IGN дала фильму отрицательную рецензию и написала, посчитав его «не оправдывающим своё существование». По её мнению, «Ночь анимационных мертвецов» также отличает крайне слабый уровень самой анимации. Автор «2x2» Денис Варков резюмирует: «После просмотра этого хоррора возникает лишь один вопрос — а действительно ли нужно повторять историю сцена в сцену в 2021 году?».